# Євтодія
Євтóдія — село в Україні, у Балтській міській громаді Подільського району, Одеської області. Раніше було підпорядковано Кармалюківській сільській раді. Названо на ім'я першого поселенця — Євтодія або Мефодія.
На заході межує з селом Обжиле, на півночі з селами Борсуки та Перейма, на сході з селами Мошняги, Оленівка і Лісничівка та на півдні з селом Кармалюківка.

## Історія
7 (20) листопада 1917 року, відповідно до Третього Універсалу Української Центральної Ради, увійшло до складу Української Народної Республіки.
Під час організованого радянською владою Голодомору 1932—1933 років померло щонайменше 44 жителі села.
12 червня 2020 року, відповідно до Розпорядження Кабінету Міністрів України від № 724-р «Про визначення адміністративних центрів та затвердження територій територіальних громад Одеської області», увійшло до складу Балтської міської територіальної громади.
19 липня 2020 року, в результаті адміністративно-територіальної реформи і ліквідації Балтського району, село увійшло до складу новоутвореного Подільського району.

## Населення
Згідно з переписом 1989 року населення села становило 493 особи, з яких 204 чоловіки та 289 жінок.
За переписом населення 2001 року в селі мешкало 450 осіб.

### Мова
Розподіл населення за рідною мовою за даними перепису 2001 року:
| Мова       | Відсоток |
| ---------- | -------- |
| українська | 91,78 %  |
| румунська  | 5,78 %   |
| російська  | 2 %      |

## Визначні пам'ятки
На території села знайдені поселення перших століть нашої ери і поховання IX—X століть.
У центрі села розташований парк на знак пошани загиблих у німецько-радянській війні з братською могилою. Цей парк висаджений на місці невеликого кам'яного храму, що був зруйнований більшовиками на початку XX століття. На околиці парку досі помітний земельно-кам'яний вал залишків фундаменту храму.

## Відомі люди
В селі народився один з нащадків білоруського шляхетського роду Мазуркевічів. Мазуркевіч Людвіг Францевіч, народився 1879 у Подільській губернії, Балтського повіту, село Євтодія. Осуджено 28 лютого 1938. Розстріляно, пізніше реабілітований.
- Базга Юрій Олександрович (1984—2015) — солдат Збройних сил України, учасник російсько-української війни[8]

## Підприємства
В селі розташовано виробничий кооператив «Капітал», до якого входять механізований загін, молочно-товарна ферма і ферма для вирощування і відгодівлі молодняку великої рогатої худоби.
В центрі села працює крамниця та бар, а також відділення «Укрпошти».